# Mlati (Mojo)
Mlati is een bestuurslaag in het regentschap Kediri van de provincie Oost-Java, Indonesië. Mlati telt 1934 inwoners (volkstelling 2010).